# 검의 형제기사단

기사단의 휘장

검의 형제기사단(독일어: Schwertbrüderorden 슈베르투브뤼데로르덴[*], 라트비아어: Zobenbrāļu ordenis 조벤브랄루 오르데니스, 에스토니아어: Mõõgavendade ordu 머가벤다데 오르두)은 1202년에 리보니아(현재 라트비아와 에스토니아의 일부 지역)의 제3대 주교 알브레히트 폰 북스회프덴이 창설한 기사수도회이며, 1204년 교황 인노첸시오 3세로부터 정식 인가와 축성을 받았다. 정식 명칭은 리보니아의 그리스도 기사수도회(라틴어: Fratres militiæ Christi Livoniae)이다. 구성원은 독일 출신의 전사적인 수사들이며 1236년 사울레 전투에서 완패당한 후 이듬해 튜턴 기사단에 흡수되었다.

## 역사

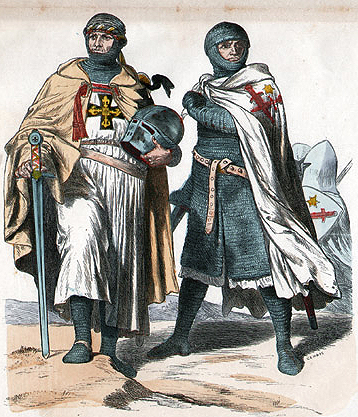
좌측: 튜턴기사단원/우측: 검의 형제기사단원

12세기 중반, 리보니아에서는 뤼베크와 브레멘에서 독일인 상인들과 같이 온 독일인 선교사들과 현지의 이교도 원주민들 간의 알력이 나날이 고조되어 소규모 전투가 빈발하고 있었다. 이러한 와중에 1199년에 리보니아 주교구의 주교로 발령받은 시토 수도회 출신의 알베르트는 이 지역 교회를 지키고 이교를 신봉하는 원주민들에 대한 선교활동을 위해 1200년 3월 동방 십자군이라는 기치를 내걸었다. 그는 이때 모인 병사들을 자신의 가신으로 삼아 훈련시킨 후, 리가로 이동하여 그곳 지역 주민들을 공격하여 복속시켰다. 또한 1201년에는 자신의 주교좌를 리가로 이전시켰다. 이를 위한 사전준비로서 알베르트는 1202년에 리보니아 검의 형제 기사단이라는 이름의 상설 군사기구를 설립하였다. 이러한 기사단의 활동 덕분에 리보니아는 대부분 정복되었으며 에스토니아도 1218년 기사단이 북쪽을 공략하면서 점령되었다.
그러나 정복당한 이교도들에 대한 가혹한 착취와 전투 시 지나치다 싶을 정도로 적들을 잔인하게 살육하면서 기사단의 악명은 멀리 로마에까지 알려지게 된다. 결국 기사단을 진정시켜 활동을 제약하려고 온 교황 특사에게까지 무례한 행동을 일삼았다. 악명으로 인해 고립이 심화되어가던 기사단은 이윽고 1236년 리투아니아군에 참패를 당하였다. 다음해 1237년 튜튼 기사단에 흡수 합병되면서 같이 행동을 하기 시작하였다.이후 튜튼 기사단이 폴란드-리투아니아와의 전쟁 후에 몰락하고 영지가 프로이센으로 세속화하자 다시 독립하여 독자적인 세력으로 남아 인근의 영주들과 리보니아 연맹을 구성하였다. 그러나 1560년 모스크바 대공국의 침입을 받고 대패해 완전히 해체되었다. 이후 마지막 기사단장인 고트할트 케틀러는 1561년까지 직위를 유지하다가 루터교로 개종해 세속화하고 쿨란드 대공이 되었으나 모스크바 대공국의 압박에 대처하여 폴란드-리투아니아 에게 신종하고 세력권으로 편입 되었다.

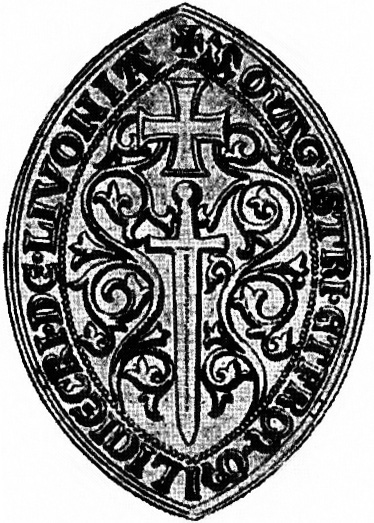
기사단의 문장

## 역대 기사단장
- Vinno von Rohrbach (비노 폰 로어바흐) 1202-1209 Herrenmeister Schwertbrüderorden
- Volquin Schenk von Winterstein (볼퀸 셴크 폰 빈테르슈타인) 1209 - 1236 Herrenmeister Schwertbrüderorden
- Hermann Balk (헤르만 발크) 1237–1238 Landmeister Deutscher Orden fff.
- Dietrich von Grüningen (디트리히 폰 그뤼닝겐) 1238–1242 und 1244–1246
- Andreas von Stierland (안드레아즈 폰 슈티어란트) 1248–1253
- Anno von Sangerhausen (안노 폰 장게르하우젠) 1253–1256
- Burchard von Hornhausen (부르하르트 폰 호른하우젠) 1256–1260
- Werner von Breithausen (베르네르 폰 브라이트하우젠) 1261–1263
- Konrad von Mandern (콘라트 폰 만데른) 1263–1266
- Otto von Lutterberg (오토 폰 루테르베르크) 1266–1270
- Walther von Nortecken (발터 폰 노르테켄) 1270–1273
- Ernst von Rassburg (에른스트 폰 라스부르크) 1273–1279
- Konrad von Feuchtwangen (콘라트 폰 포이히트반겐) 1279–1281
- Wilken von Endorp (빌켄 폰 엔도르프) 1281–1287
- Konrad von Herzogenstein (콘라트 폰 헤르초겐슈타인) 1288–1290
- Halt von Hohembach (할트 폰 호헴바흐) –1293
- Heinrich von Dinkelaghe (하인리히 폰 딘켈라게) 1295–1296
- Bruno (브루노) 1296–1298
- Gottfried von Rogga (고트프리트 폰 로가) 1298–1307
- Conrad von Jocke (콘라트 폰 요케) 1309–1322
- Johannes Ungenade (요한네스 융게나트) 1322–1324
- Reimar Hane (라이마르 하네) 1324–1328
- Everhard von Monheim (에벤르하르트 폰 몬하임) 1328–1340
- Burchard von Dreileben (부르하르트 폰 드라일레벤) 1340–1345
- Goswin von Hercke (고슈빈 폰 헤르케) 1345–1359
- Arnold von Vietinghof (아르놀트 폰 비틴크호프) 1359–1364
- Wilhelm von Vrymersheim (빌헬름 폰 프리머자임) 1364–1385
- R. von Eltz (R. 폰 엘츠) 1385–1389
- Wennemar Hasenkamp von Brüggeneye (베네마르 하젠캄프 폰 브뤼게네예) 1389–1401
- Konrad von Vietinghof (콘라트 폰 비틴크호프) 1401–1413
- Diderick Tork (디데리크 토르크) 1413–1415
- Siegfried Lander von Spanheim (지크프리트 란터 폰 슈판하임) 1415–1424
- Zisse von Rutenberg (치세 폰 루텐베르크) 1424–1433
- Franco Kerskorff (프랑코 케르즈코르프) 1433–1435
- Heinrich von Bockenvorde (하인리히 폰 보켄보르트) 1435–1437
- H. Vinke von Overbergen (H. 빈케 폰 오베르베르겐) 1438–1450
- Johann Osthoff von Mengede (요한 오스트호프 폰 멘게트) 1450–1469
- Johann Wolthuss von Herse (요한 볼투스 폰 헤르제) 1470–1471
- Bernd von der Borch (베르른트 폰 데어 보르흐) 1471–1483
- Johann Fridach von Loringhofe (요한 프리다히 폰 로린크호페) 1483–1494
- Wolter von Plettenberg (본테르 폰 플레텐베르크) 1494–1535
- Hermann Hasenkamp von Brüggeneye (헤르만 하젠캄프 폰 브뤼게네예) 1535–1549
- Johann von der Recke (요한 폰 데어 레케) 1549–1551
- Heinrich von Galen (하인리히 폰 갈렌) 1551–1557
- Johann Wilhelm von Fürstenberg (요한 빌헬름 폰 퓌르슈텐베르크) 1557–1559
- Godert (Gotthard) Kettler (고데르트 (고트하르트) 케틀러) 1559–1561

## 같이 보기
- 튜턴 기사단
- 북방십자군